# Astur chilensis
Astur chilensis (лат.) — вид хищных птиц из семейства ястребиных (Accipitridae). Подвидов не выделяют. Распространён в Южной Америке. Ранее рассматривался как подвид двуцветного ястреба (A. bicolor).

## Описание
Небольшой ястреб длиной 37—42 см и размахом крыльев от 58 до 83 см. Самки намного тяжелее самцов и весят от 340 до 580 г, тогда как самцы 190—270 г. Половой диморфизм в окраске оперения не выражен. Верхняя часть тела чёрная. Подбородок и горло беловатые с чёрными вкраплениями. Грудь и брюхо пепельно-серые с тёмными продольными полосами. Верхняя часть хвоста коричневая с пятью—шестью тёмными полосами и белым кончиком.  Подхвостье белое. Клюв чёрный со светло-голубым основанием. Восковица и уздечка от жёлто-зелёного до светло-жёлтого цвета. Радужная оболочка серовато-жёлтая. Ноги зеленовато-жёлтые.

## Питание
A. chilensis питается почти исключительно птицами, которые составляют более 97% в рационе. В списке потенциальных жертв числится более 30 видов птиц, большей частью относящиеся к воробьиным. В зависимости от численности в разных местах в рационе преобладают шипохвостая райадито (Aphrastura spinicauda), бородатый чиж (Carduelis barbata), белохохлая эления (Elaenia albiceps) , магелланов дрозд (Turdus falklandii), красноглазая пиропа (Pyrope pyrope), чилийский голубь (Patagioenas araucana). Изредка питаются грызунами, рептилиями (ящерицы и змеи) и крупными насекомыми. Охотятся на всех уровнях леса, преследуя добычу в воздухе или с присады.

## Размножение
Сезон размножения приходится на лето Южного полушария. Пары формируются с середины—конца октября. Насиживающих птиц наблюдали в декабре, а птенцов видели примерно с кануна Нового года по февраль.
Гнездо в виде овальной платформы размером 50—80 на 50—60 см и высотой около 25 см сооружается из сухих веток и палочек. Иногда гнёзда используются повторно в последующие сезоны размножения, в таком случае размеры гнезда могут быть существенно больше. Гнездо размещается в развилке ветвей близко к основному стволу или на главной вертикальной ветви на высоте 16—20 м от земли.
В кладке обычно два (иногда три и редко одно) яйца светло-голубоватого или грязно-белого цвета. Насиживание продолжается около трёх недель. Почти всегда выживают все птенцы, в отличие от многих представителей семейства, у которых выживает только один самый сильный птенец.

## Распространение
A. chilensis распространён в юго-западной части Южной Америки. В Аргентине северная граница ареала находится к северу от провинции Неукен примерно на 36° ю. ш. В Чили встречается от областей Вальпараисо и Кокимбо до архипелага Огненная Земля.